# 慈湖 (桃園市)

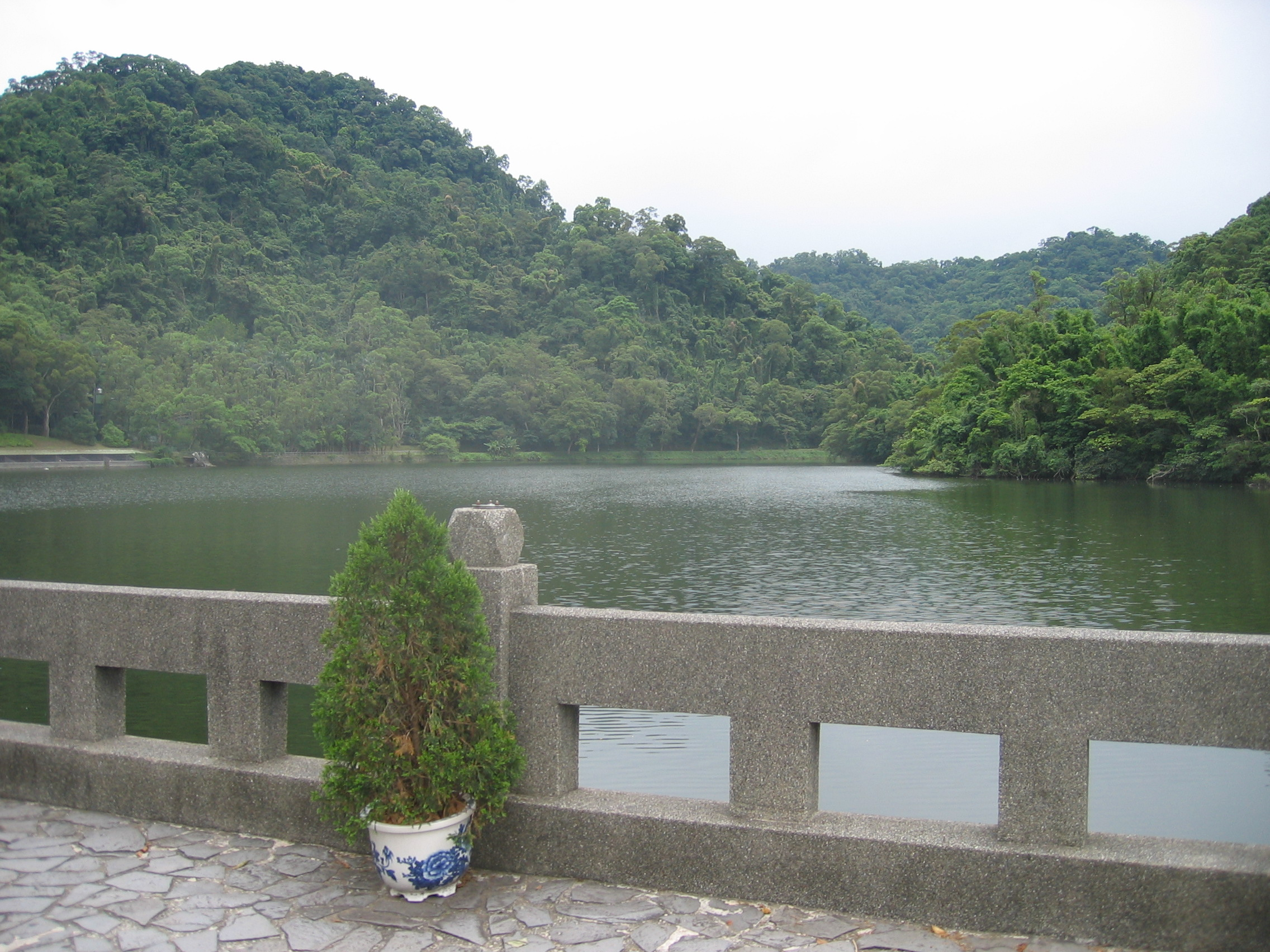
慈湖

慈湖位於臺灣桃園市大溪區，因狀如牛角形，原名牛角湳埤，又名新埤，早期是三層台地地區的重要水源。慈湖發源於白石山上的小溪澗，溪水先導入位於慈湖上游狹長的後慈湖，再溢流經過一條名為「龍過脈」的彎曲田壟流入慈湖。蔣中正早年到大溪、復興渡假，見此地之湖光山色彷彿故鄉奉化縣溪口鎮之景色，蔣中正為追思其母王太夫人，故將此地改名為慈湖。

## 外部連結
- 慈湖  交通部觀光局 （页面存档备份，存于）